# Henrietta Maria von Frankreich

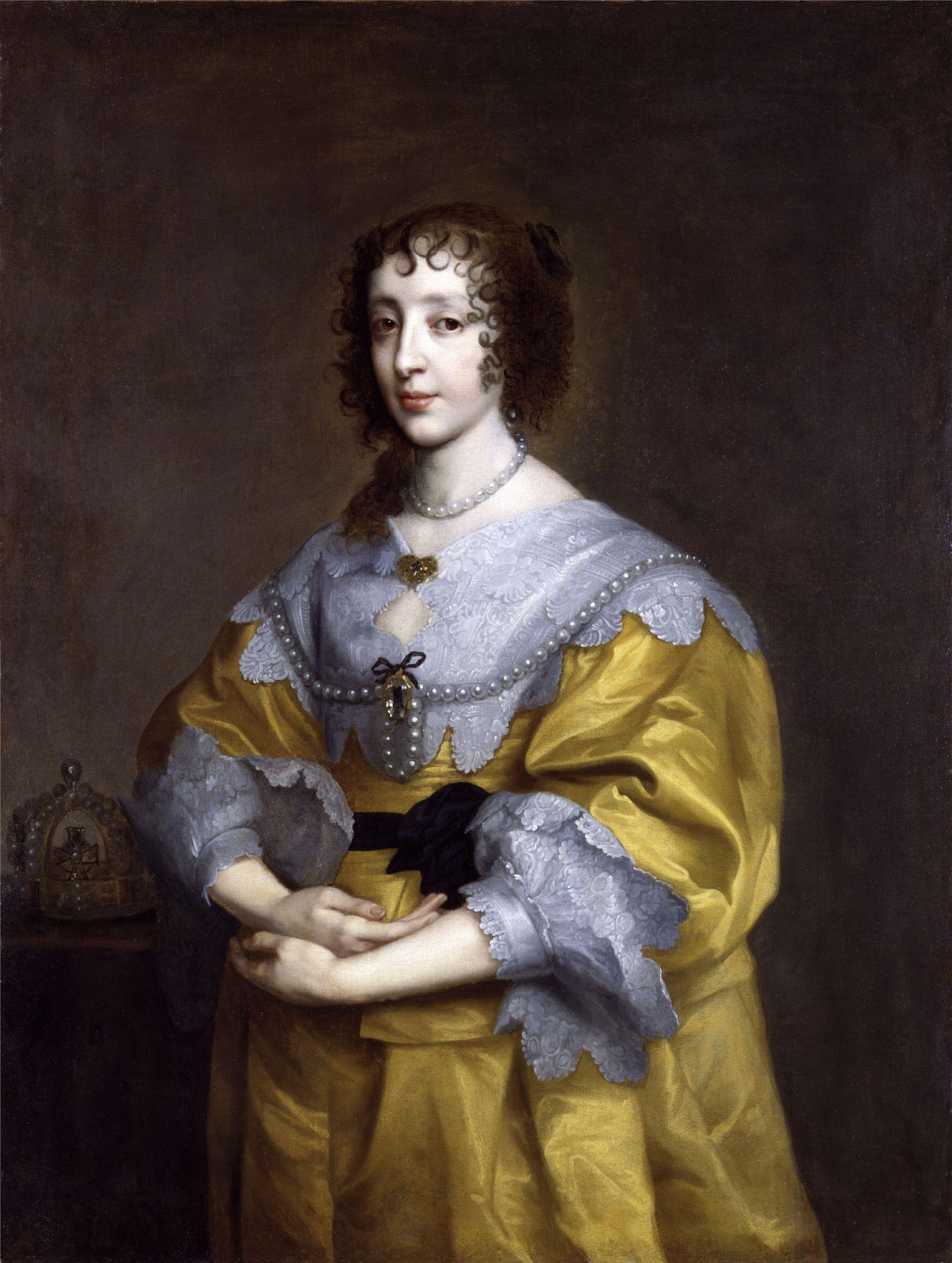
Henrietta Maria von Frankreich, Anthonis van Dyck, um 1632/5.
Henrietta Marias Unterschrift:

Henrietta Maria (* 15. November 1609 in Paris; † 10. September 1669 in Schloss Colombes) war durch ihre Heirat mit Karl I. von 13. Juni 1625 bis 30. Januar 1649 Königin von England, Schottland und Irland.

## Herkunft
Als Henriette-Marie de Bourbon, jüngste Tochter Heinrich IV. von Frankreich und der Maria von Medici sowie Schwester des späteren Königs Ludwig XIII., verlor sie bereits im ersten Lebensjahr ihren Vater durch ein Attentat; ihre Mutter, in deren Obhut sie nun aufwuchs, verbannte man aus Gründen der Staatsräson 1617 vom französischen Hof.

## Ehe

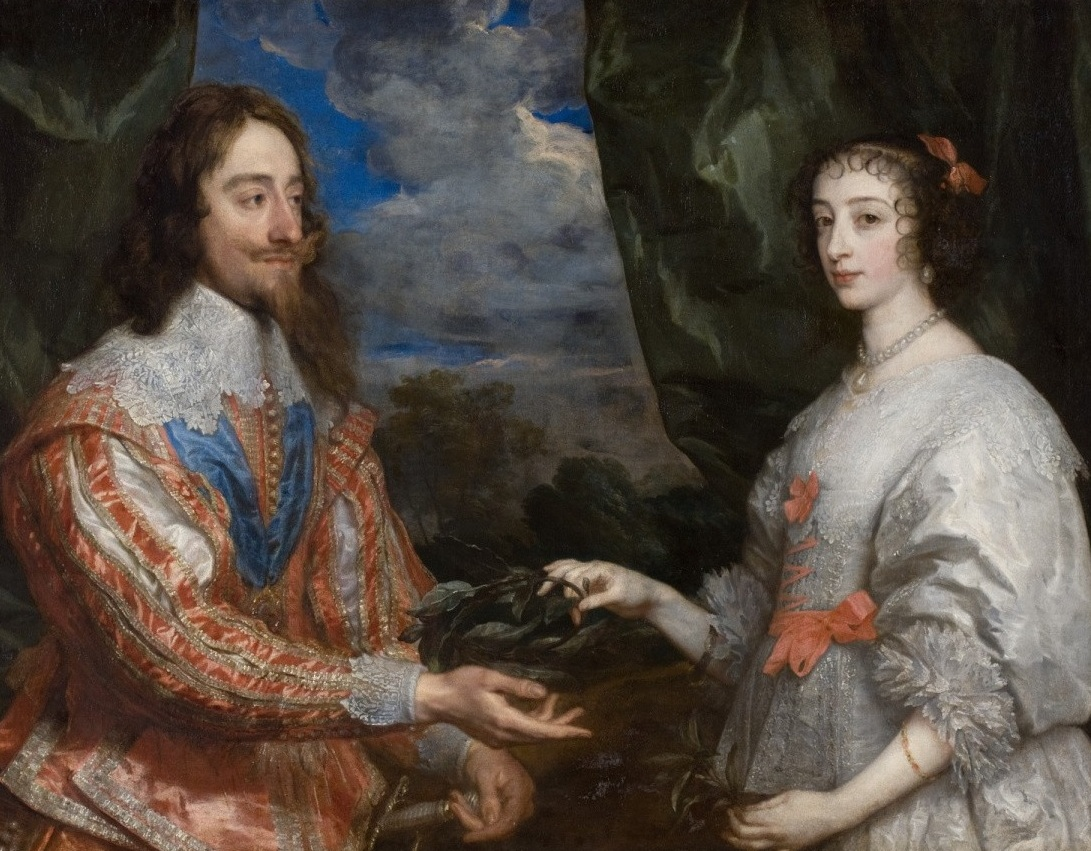
Anthonis van Dyck: Porträt von Karl I. und Henrietta Maria (1632)

Aus dynastischen Erwägungen heraus vermählt, war sie als Katholikin – ihr Vater war konvertiert, um die Glaubenskriege zwischen den Adelsparteien in Frankreich zu beenden – eine unpopuläre Wahl für einen englischen König. Mit diesem wurde sie Anfang Mai 1625 auf diplomatischem Weg per Stellvertreter kurz nach dessen Inthronisation verheiratet. Die eigentliche Trauung fand am 13. Juni 1625 in der katholischen Kirche St. Augustine in Canterbury statt, da ihre Konfession eine Trauung nach dem anglikanischen Ritus unmöglich machte. Die Beziehung war am Anfang von Gefühlskälte bestimmt. Ursprünglich hatte Karl beabsichtigt, eine Tochter des spanischen Königs Philipp III. zu ehelichen, aber eine dementsprechende diplomatische Mission war fehlgeschlagen. Ihre französische Herkunft und ihr katholischer Glaube machten sie anfangs in England sehr unbeliebt.
Mit dem Favoriten des Königs, George Villiers, 1. Duke of Buckingham, verstand sie sich überhaupt nicht. Als dessen Mörder, John Felton, im August 1628 verfolgt wurde, stellte dies ihre Beziehung zum König erneut auf die Probe. Gleichwohl verbesserte sich das Verhältnis der Eheleute schließlich. Am englischen Königshof wurde spöttelnd davon gesprochen, dass der König begänne, sich in die Königin zu verlieben.
Ihre Weigerung, den katholischen Glauben abzulegen, entfremdete sie der Bevölkerung und einflussreichen Beratern ihres Gatten wie William Laud, Erzbischof von Canterbury und Thomas Wentworth, dem Earl of Strafford. Henrietta Maria wurde Mutter von neun Kindern, von denen sechs das Erwachsenenalter erreichten, und erlitt mehrere Fehlgeburten.

## Nachkommen
- Karl Jakob (*/† 13. Mai 1629), Herzog von Cornwall und Rothesay
- Karl II. (* 29. Mai 1630, † 6. Februar 1685)
- Maria (* 4. November 1631; † 24. Dezember 1660) ⚭ Wilhelm II. von Oranien
- Jakob II. (* 14. Oktober 1633; † 16. September 1701)
- Elisabeth (* 29. Dezember 1635; † 8. September 1650)
- Anne (* 17. März 1637, † 5. November 1640)
- Catherine (*/† 29. Juni 1639)
- Heinrich (* 8. Juli 1640; † 13. September 1660), Herzog von Gloucester
- Henriette Anne (* 16. Juni 1644; † 30. Juni 1670) ⚭ Philippe d’Orléans

## Kampf um die innenpolitische Macht
Als sich in den 1630er-Jahren innenpolitische Konflikte abzeichneten, wandte sich Henrietta Maria verstärkt der nationalen Politik zu. Sie schuf eine Allianz mit den puritanischen Höflingen, um eine Annäherung an Spanien zu verhindern, und plante einen Staatsstreich zur Entmachtung des Parlaments. Allerdings minderten ihre deutlich katholisch orientierten Beziehungen zu Papst Urban VIII. bzw. Ludwig XIII. von Frankreich Karls Erfolgsaussichten und verärgerten zudem die Bevölkerung.

## Bürgerkrieg
Als im August 1642 der Bürgerkrieg begann, weilte Henriette Marie auf dem Kontinent in den Niederlanden und sammelte dort finanzielle Mittel für die royalistische Partei. Sie kehrte erst Anfang 1643 nach England zurück. Mit ihren Begleitern landete sie in Bridlington (Yorkshire) und versuchte energisch, die Unterstützung für die Royalisten in Nordengland zu organisieren. Der Zusammenbruch der königlichen Stellungen und die Weigerung des Monarchen, zu verhandeln, veranlassten sie, mit ihren Söhnen im Juli 1644 nach Frankreich zu fliehen. Karl wurde 1649 hingerichtet und ließ sie ohne finanzielle Mittel zurück.

## Exil und Tod

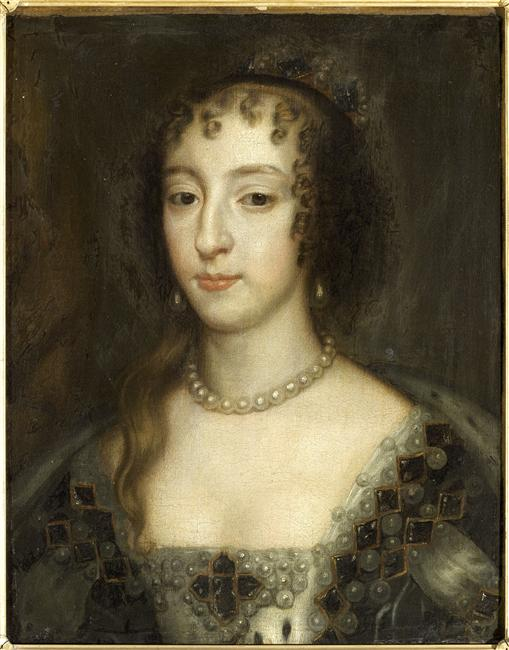
Porträt gemalt von Peter Lely, 1660.

In Paris hatte sie, in Begleitung ihres exzentrischen Hofkanzlers Sir Kenelm Digby, Zuflucht gesucht. Dort verärgerte sie sowohl die Royalisten im Exil als auch ihren ältesten Sohn Karl (der spätere Karl II.) mit dem Versuch, ihren jüngeren Sohn Heinrich zur Konversion zum Katholizismus zu bewegen. Im Verlauf der Restauration kehrte sie nach England im Oktober 1660 zurück und blieb zunächst dort, um fünf Jahre später für immer in ihr Vaterland Frankreich zurückzukehren. Ihre ständigen finanziellen Probleme wurden durch eine großzügige Pension beseitigt. Mit dem Geld gründete sie einen Konvent in Chaillot, wo sie sich auch niederließ.
Begraben wurde sie in der gotischen Basilika Saint-Denis bei Paris. Bei der Plünderung der Königsgräber von Saint-Denis während der Französischen Revolution wurde ihr Grab am 16. Oktober 1793 geöffnet und geplündert, ihre Überreste wurden in einem Massengrab außerhalb der Kirche beerdigt.

## Sonstiges
- Henrietta Maria gilt als Namenspatronin von Maryland.
- Henrietta Maria ist als Enrichetta di Francia eine Figur in Vincenzo Bellinis Oper I puritani.